# Cueva de Matenbek
La cueva de Matenbek es una cueva situada en la isla de Nueva Irlanda y descubierta en el año 1984. Es de interés histórico y natural por los restos arqueológicos, que incluyen algunas de las colecciones humanas y fauna variante más antiguas de Oceanía. La cueva de Matenbek es una de las pocas con evidencias de fauna cambiante desde hace unos 20.000 años a.p. y humanas de aproximadamente 15 mil años a.p. Los depósitos culturales indican una ocupación intermitente, siendo abandonado y luego reocupado por humanos el año 8.000 a.p. Estas fechas proveen evidencias de la presencia de los ancestros de la cultura Lapita.

## Geografía
Matenbek es una gran cueva de piedra caliza en el sur de Nueva Irlanda, en la misma terraza de coral elevada de la cueva de Matenkupkum y a sólo 70 metros (229,7 pies) de ella, sin evidencia de que existiera una barrera que separase las dos cuevas. Matenbek está a aproximadamente 40 kilómetros (24,9 mi) al sur de la cueva de Panakiwuk.
Matenbek es una gran cueva de disolución con una caverna frontal principal de 30 metros (98,4 pies) x 12 metros (39,4 pies), poco más grande que la cueva de Matenkupkum. La boca original de 3 metros (9,8 pies) de ancho y 2 metros (6,6 pies) de alto ahora está casi completamente bloqueada por el colapso de la entrada, por lo que el acceso se realiza a través de una estrecha ranura. Se filtra muy poca luz en la cueva por lo que se supone que antes del colapso se depositaron depósitos arqueológicos que datan del holoceno medio. A los 6 metros (19,7 pies) dentro de la cueva, los depósitos descienden hacia la parte trasera de la cueva.

## Arqueología
A pesar de la gran cercanía entre la cueva de Matenbek y Matenkupkum, suponiendo la probabilidad de cohabitación humana en ambas localidades, los contenidos arquitectónicos son muy variables enter las dos cuevas. La cueva de Matenbek tiene mucha evidencia de existencia humana durante el Último Máximo Glacial, mientras que Matenkupkum no la tiene.
Los artefactos de piedra en la cueva consisten principalmente en escamas simples sin retoques, que, en promedio, son de mayor tamaño que las encontradas en la cueva de Panakiwuk y similares a los de la cueva de Matenkupkum. Predominan los guijarros de río en escamas. Las herramientas de concha también aparecen a lo largo de la cueva. La obsidiana es importada de Nueva Bretaña y parecen hacer su primera aparición en la cueva de Matenbek en el año 19 mil a.p. En la cueva se encontraron huesos de animales, que por su tamaño parecieran ser de Pterodroma rostrata.
La muestra de fauna en la cueva de Matenbek provino de dos áreas de extracción que pudo haber estado a 7 metros (23,0 pies) del nivel original. En esos puntos de excavación se ubican unos 90 centímetros (35,4 plg) de depósitos arqueológicos debajo de 45 centímetros (17,7 plg) de suelo lavado y encima de 30 centímetros (11,8 plg) de arena estéril que cubre el suelo de la cueva. La primera de las dos fases de ocupación humana en la cueva de Matenbek oscila entre 20.000 y 18.000 años a.p., después de la cual el sitio fue abandonado y luego reocupado entre los años 9.000 y 6.000 a.P. Las fechas en los suelos lavados sugieren que la entrada se derrumbó en el año 2000 a.p.
En la cueva se encuentran rocas obsidiana que datan de aproximadamente 20.000-18.000 años a.p. que equivale al Pleistoceno tardío.